# 1948년 총독상
1948년 캐나다 총독상 문학 우수상은 캐나다의 연례 국립상 중 문학상만으로 구성된 총독상의 13회째 시상식이다. 이 상은 1948년에 캐나다에서 출판된 영어 작품을 쓴 캐나다 작가들을 인정했으며, 1949년 초에 시상되었다. 이 시상식에서는 상금은 없었다. 
1942년부터 1948년까지 매년, 논픽션 부문에 두 개의 상이, 그리고 세 개의 정해진 부문에서 각각 네 개의 상이 시상되었는데, 이 세 개의 부문은 영어 작품에 대해서만 인정되었다.

## 우승자
- 소설 : 휴 맥레넌, 절벽
- 시 또는 드라마 : AM Klein, The Rocking Chair 및 기타 시
- 논픽션 : Thomas H. Raddall, 핼리팩스, 북부 소장
- 논픽션 : CP Stacey, 캐나다군, 1939-1945

## 참조
1. ↑  
"Governor General's Literary Awards" [table of winners, 1936–1999]. Online guide to writing in canada (track0.com/ogwc). Retrieved 2015-08-19.